# Mäanderhöhle (Niederösterreich)
Die Mäanderhöhle mit der Katasternummer 2871/14 ist eine Höhle bei Kirchberg am Wechsel in Niederösterreich.

## Allgemeines
Die im Mittelgebirgsrelief der Buckligen Welt auf einer Höhe von 655 m ü. A. liegende Klufthöhle ist 28 m lang und weist einen Höhenunterschied von +2 m auf. Sie liegt im mitteltriadischem Kalkstein des Eulenberges (Eigenberges), wo sich auch die bekanntere Hermannshöhle (2871/07) befindet. Wenige Meter südlich der Mäanderhöhle liegt der Eingang der längeren Antonshöhle (2871/02).

## Gangverlauf

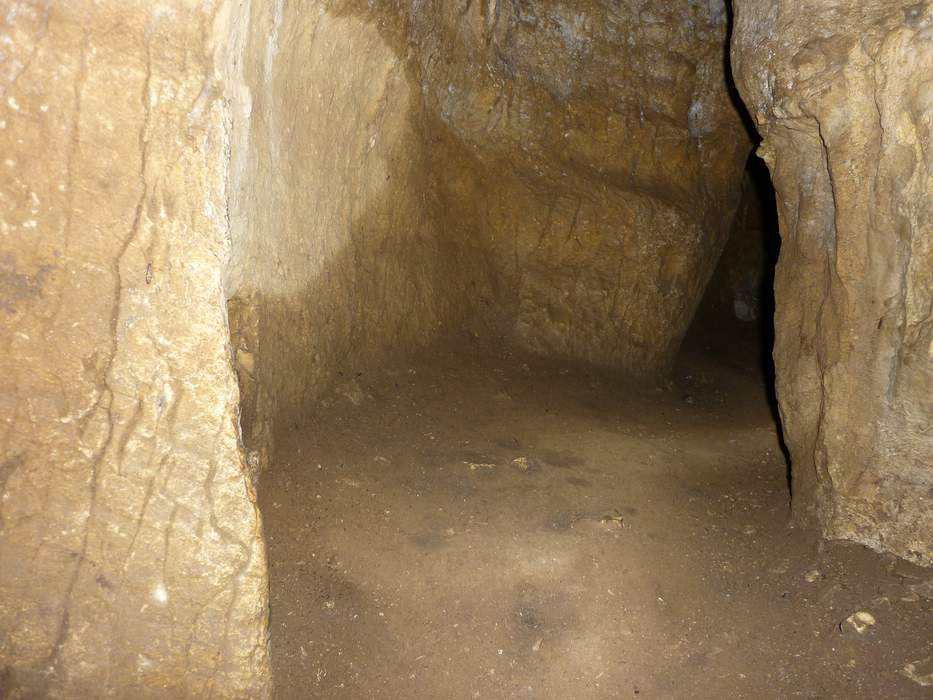
Der mäanderförmige Gang erschwert das Durchkriechen

Wenige Meter nach dem drei Meter hohen und 1,2 Meter breiten Eingang verjüngt sich der Gang auf 1 × 0,5 Meter. Dieser führt mäandrierend, Linkskurve auf Rechtskurve folgend, Richtung Südsüdwesten. Anschließend geht es leicht ansteigend weiter westwärts, wobei der Gang wieder höher wird. Am Ende zweigt eine schmale Strecke mit einigen Seitennischen nach Süden ab, die jedoch alle zu eng sind, um weiterzukommen.